# プーピエン郡
座標: 北緯18度45分42秒 東経100度47分17秒 / 北緯18.76167度 東経100.78806度
プーピエン郡（プーピエンぐん）とはタイ北部・ナーン県にある郡（アムプー）である。

## 名前
プーピエン、プー・ピエンとは「ピエン山」という地元にある山の事である。この山の頂上に巡礼地として有名なワット・プラタートチェーヘーンがある。

## 歴史

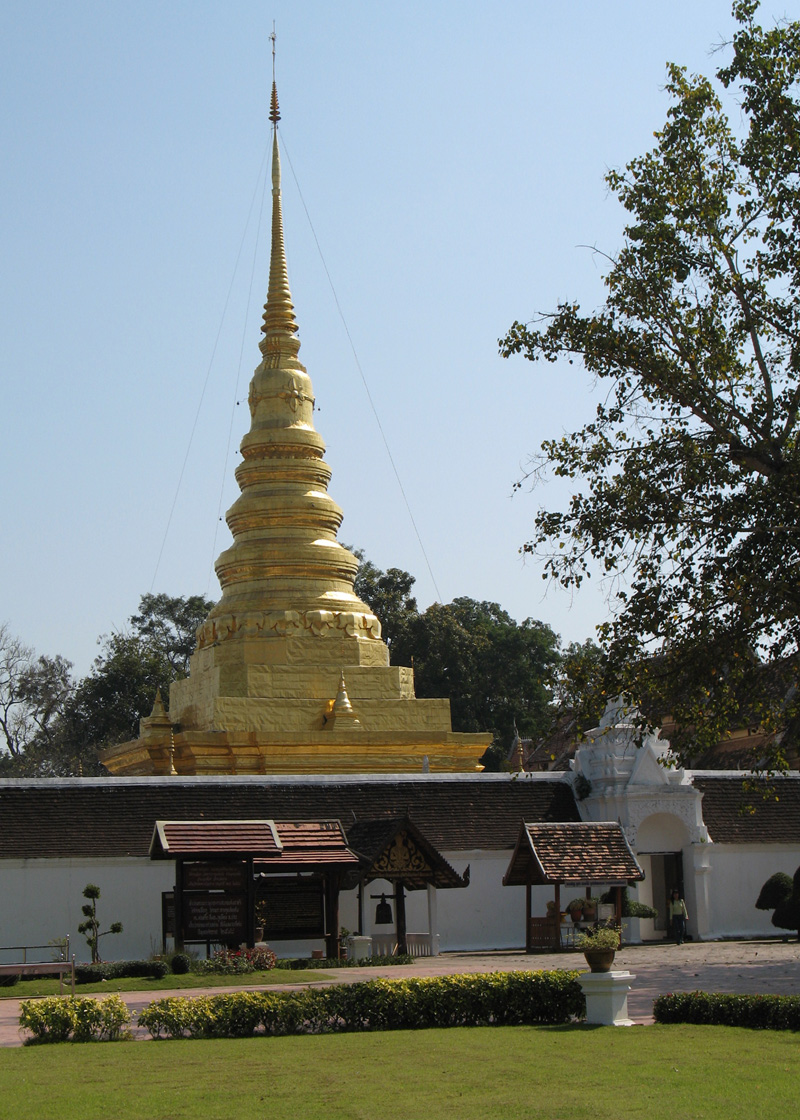
ピエン山の頂上にあるプラタート・チェーヘーン

1359年、当時ワラナコーン（現、プワ郡）の国王であった、カーンムアンは南進を行い、ナーンやプーピエンの近辺を制圧した。その後、カーンムアンはスコータイからダンマパーラ（タンマパーン）長老と仏舎利を招き、プーピエンに、ウィエン・プーピエンとして街を建設、プラタート・チェーヘーンを建立し、仏舎利を収めた。そして、プーピエンに遷都した。
しかし、プーピエンでは干ばつが続き、チェーヘーン（水が干上がる）と表現される程、街が干上がった。そのため1368年、パーコーン王の時代に現在のナーンに遷都した。
その後、プーピエンはナーンの衛星都市として機能した。しかしその後、1997年7月1日、プーピエン分郡としてナーンから分離、新たな行政区分として成立した。2007年5月15日の対政府の決定により81の分郡が郡に昇格することとなった。同年八月24日の官報の発行により公的に昇格が確認された
。

## 地理
ナーン川の形成した台地にあり東側には山地が広がる。

## 経済
分郡内の主な産業は農業で、名産品はワンピである。

## 行政区分
分郡内には7のタムボンが存在し、その下位に59の村が存在する。テーサバーンは存在せず、7つのタムボン行政体が設置されている。
1. タムボン・ムアントゥット・・・ตำบลม่วงตึ๊ด
2. タムボン・ナーパン・・・ตำบลนาปัง
3. タムボン・ナムケーン・・・ตำบลน้ำแก่น
4. タムボン・ナムキエン・・・ตำบลน้ำเกี๋ยน
5. タムボン・ムアンチャン・・・ตำบลเมืองจัง
6. タムボン・ターナーオ・・・ตำบลท่าน้าว
7. タムボン・ファーイケーオ・・・ตำบลฝายแก้ว